# Blagoevo, Veliko Tărnovo
Blagoevo (în bulgară Благоево) este un sat în comuna Strajița, regiunea Veliko Tărnovo,  Bulgaria. 

## Demografie
Componența etnică a satului Blagoevo
     Bulgari (70,43%)
     Nicio identificare (2,68%)
     Romi (10,48%)
     Turci (13,97%)
     Altele (2,41%)
La recensământul din 2011, populația satului Blagoevo era de 372 locuitori. Din punct de vedere etnic, majoritatea locuitorilor (70,43%) erau bulgari, existând și minorități de turci (13,97%) și romi (10,48%). Pentru 2,68% din locuitori nu este cunoscută apartenența etnică.